# فرانكلين أدريون
فرانكلين أدريون (بالإنجليزية: Franklin Adreon)‏ مواليد 18 نوفمبر 1902 في ماريلند، الولايات المتحدة - الوفاة 10 سبتمبر 1979 في ثاوزند أوكس، الولايات المتحدة، هو ممثل ومخرج ومنتج وكاتب سيناريو أمريكي بدأ مسيرته الفنية سنة 1935. امتدت مسيرته الفنية لأكثر من 31 عاما.

## الأعمال
- لاسي
- غان سموك

## روابط خارجية
- فرانكلين أدريون على موقع IMDb (الإنجليزية)
- فرانكلين أدريون على موقع ألو سيني (الفرنسية)
- فرانكلين أدريون على موقع أول موفي (الإنجليزية)
- فرانكلين أدريون على موقع قاعدة بيانات الأفلام السويدية (السويدية)
- فرانكلين أدريون على موقع قاعدة بيانات الفيلم (الإنجليزية)
- فرانكلين أدريون على موقع كينوبويسك (الروسية)